# Kaapse rotslijster
De Kaapse rotslijster (Monticola rupestris) is een zangvogel uit de familie Muscicapidae (Vliegenvangers).

## Verspreiding en leefgebied
Deze soort komt voor in zuidelijk Afrika van zuidoostelijk Botswana tot zuidelijk Mozambique, Swaziland en de Kaapprovincie.